# Мінлива хмарність, часом фрикадельки
Мінлива хмарність, часом фрикадельки (англ. Cloudy with a Chance of Meatballs) — анімаційний фільм виробництва Sony Pictures Animation, що вийшов на Columbia Pictures 2009 року.

## Сюжет
Невтомний винахідник Флінт Локвуд — соціально неадаптований геній, розробник найнеймовірніших пристроїв. Але попри те, що всі його шалені винаходи, зазнавали фіаско, Флінт не залишає надії створити щось, здатне принести людям щастя. Коли останній винахід Флінта — апарат, покликаний перетворювати воду в їжу, з доброго дива вибухає на міській площі та злітає в небеса, науковець подумки прощається зі своєю кар'єрою. Але тут виявляється, що його апарат дійсно працює. Але, коли мешканці містечка з жадібністю просять дедалі більше їжі, апарат починає працювати не до ладу…

## Ролі озвучували
- Білл Гейдер як голос Флінта Локвуда, молодого винахідника, Семового кохання та головного протагоніста мультфільму. Макс Нойвірс озвучив молодого Флінта.
- Анна Фаріс як голос Саманти «Сем» Спаркс, практикантки (інтерна) рубрики погоди в новинах із Нью-Йорку, а також кохання з першого погляду нашого протагоніста Флінта.
- Ніл Патрік Гарріс як голос Мавпочки Стіва, Флінтової домашньої мавпочки, що може спілкуватися за допомогою перекладацького пристрою іграшки «Говори та вимовляй по-буквам».
- Джеймс Каан як голос Тіма Локвуда, Флінтового технології-ненависного батька.
- Брюс Кемпбелл як голос Мера Шелбурна, егоїстичного голови міста «Проковтнуті ямки» та головного антагоніста. Мер не задоволений популярністю міста на початку мультфільму, та коли їжа починає падати з неба у необмежених обсягах, він їсть її так багато, що згодом стає справжнім жиртрестом.
- Енді Семберґ як голос Брента «Малюк Брент» МакХола, людини-талісмана міста сардин якого кличуть «Малюк Брент». Також найбільший суперник Флінта в школі, що пізніше стає його другом.
- Містер Ті як голос Офіцер Ерл Деверо, кремезного міліціянта міста.
- Боббі Дж. Томпсон як голос Кела Деверо, Ерлового сина.
- Бенджамін Бретт як голос Менні, Семового камерамена із Ґуатемали, а в минулому сумісництвом колишній лікар, комедійний актор та пілот.
- Ал Рокер як голос Патріка Патріксона, ведучого програми випусків погоди.
- Лорен Гелен Ґрем як голос Френа Локвуда, Флінтової померлої матері, яка завжди вірила у успіх свого сина.
- Вілл Форте як голос Джо Тоуна, селюка-мешканця Чевандсволу який з'являється безліч разів протягом всього фільму.

## Український дубляж
- Фільм дубльовано компанією «Невафільм Україна» у 2009 році.
- Переклад — Федора Сидорука
- Режисерка дубляжу — Анна Пащенко
- Звукорежисер — Фелікс Трескунов
- Координаторка проєкту — Лариса Шаталова
- Диктор — Андрій Мостренко
- Ролі дублювали: Юрій Горбунов, Ірма Вітовська, Микола Карцев, Євген Пашин, Микола Боклан, Дмитро Гаврилов, Валентин Піроженко, Андрій Мостренко, Михайло Войчук та інші.